# 小山乡 (天等县)
小山乡，是中华人民共和国广西壮族自治区崇左市天等县下辖的一个乡镇级行政单位。

## 行政区划
小山乡下辖以下地区：
小山村、龙桥村、龙哨村、江南村和胜马村。